# Byrsonima eriopoda
Byrsonima eriopoda là một loài thực vật có hoa trong họ Malpighiaceae. Loài này được DC. mô tả khoa học đầu tiên năm 1824.